# 233292 Brianschmidt
233292 Brianschmidt è un asteroide della fascia principale. Scoperto nel 2006, presenta un'orbita caratterizzata da un semiasse maggiore pari a 2,5286566 UA e da un'eccentricità di 0,1398741, inclinata di 4,99898° rispetto all'eclittica.